# Shaylee Mansfield
Shaylee Mansfield (Burbank, 6 aprile 2009) è un'attrice e youtuber statunitense, è un'attrice bambina della comunità sorda che segna in lingua dei segni americana (ASL) conosciuta dal programma su YouTube ASL Nook.

## Biografia

### Carriera
La sua carriera è stata notata con il film Feel the Beat una ballerina sorda.
Nel 2022 la DreamWorks che in occasione della RespectAbility realizza degli episodi della serie animata Madagascar - I 4 dell'oasi selvaggia, in cui protagonisti, Pickles e Dave, sono due scimpanzé sordi, interpretati da Delbert e Jevon, due consulenti della comunità sorda che insegnano la lingua dei segni americana (ASL). Negli episodi, l'attrice impersona una bambina che comunica con due scimpanzé tramite l'ASL.

### Nome-segno
Il suo nome-segno è sorriso.

## Filmografia

### Cinema
- Born This Way Presents: Deaf Out Loud (2018)
- Noelle (2019)
- Thirteen Minutes (2020)
- Feel the Beat (2020)
- 13 minuti (13 Minutes), regia di Lindsay Gossling (2021)

### Televisione
- ASL Nook[8][9][10] (Shay, 51 episodi, 2013-2018)
- This Close (Margaret , episodio 2x5, 2019)
- Summer Camp (Willow, episodio 4x24, 2020)
- Madagascar - I 4 dell'oasi selvaggia (2022)